# Franz Michael Permaneder
Franz Michael Permaneder (* 12. August 1794 in Traunstein; † 10. Oktober 1862 in Regensburg) war ein deutscher katholischer Theologe und Kanonist.
Permaneder studierte in Landshut zuerst Theologie, dann von 1815 an die Rechte. Im Jahr 1818 empfing er seine Weihe zum Priester. Im folgenden Jahr war er als Lehrer am Progymnasium tätig, ab 1822 Gymnasialprofessor am Erziehungsinstitut zu München. Dort erhielt er 1824 eine Professur am Neuen Gymnasium, im Jahr 1834 die Professur der Kirchengeschichte und des Kirchenrechts am Lyzeum in Freising und 1847 dieselbe Professur an der theologischen Fakultät in München.
Bereits 1843 wurde er zum erzbischöflichen Geistlichen Rat ernannt, in München war er zugleich Beisitzer des geistlichen Gerichts. Von der theologischen Fakultät in Prag wurde er 1848 anlässlich ihres 500-jährigen Jubiläums zum Ehrendoktor ernannt.
1846 erschien sein zweibändiges Hauptwerk „Handbuch des gemeingültigen katholischen Kirchenrechts in steter Rücksicht auf das katholisch-kirchliche Territorialrecht in Oesterreich, Preußen, Bayern, Sachsen, Hannover und den übrigen deutschen Staaten bearbeitet“. Er schrieb auch für die erste Ausgabe des Kirchenlexikons von Heinrich Joseph Wetzer und Benedikt Welte.

## Werke
- Handbuch des gemeingültigen katholischen Kirchenrechts mit steter Rücksicht auf Deutschland, Landshut, 1846
- Die kirchliche Baulast, München, 1853
- Bibliotheca patristica (unvollständig), Landshut, 1841–44
- Fortsetzung der Annales almae literarum universitatis Ingolstadii, München, 1859